# باشگاه فوتبال فاولی
باشگاه فوتبال فاولی (به انگلیسی: Fawley Association Football Club) یک باشگاه فوتبال در شهر فاولی، همپشایر، کشور انگلستان است که در سال ۱۹۲۳ میلادی تأسیس شده‌است.